# Szám-scrabble
A szám-scrabble (angolul: number scrabble vagy pick15) egy matematikai játék, ahol két játékos felváltva választ egész számokat 1-től 9-ig anélkül, hogy újra kiválasztanák a korábban választott számok bármelyikét. Az első játékos, akinek a választott számai között van pontosan három olyan, melyek összege 15, megnyeri a játékot.
A játék izomorf a 3×3-as amőbával (tic-tac-toe), mivel a számok beírhatók egy bűvös négyzetbe, ahol a sorok, az oszlopok és az átlók összege pont 15. Ha egy ilyen négyzetben játsszuk az amőbát, akkor pontosan akkor nyerünk, ha az általunk választott négyzetekben levő számok összege 15. 
Így látható, hogy a játéknak - épp úgy, mint az amőbának - nincsen nyerő stratégiája, de egy tökéletesen racionális játékos mindig el tudja érni, hogy a játék döntetlennel érjen véget.